# حقبة التضخم
في علم الكون الفيزيائي، حقبة التضخم (بالإنجليزية: inflationary epoch)‏ هي الفترة الزمنية في بدايات عمر الكون التي وفقًا لنظرية التضخم الكوني تمدد فيها الكون بسرعة فائقة للغاية. زاد هذا التمدد الفائق من أبعاد الكون بمعامل 1026 على الأقل (وربما أكثر)، مما زاد من حجم الكون بمعدل 1078 على الأقل.
ويعتقد أن هذا التمدد قد نجمت عن المرحلة الانتقالية التي ميزت نهاية حقبة التوحد الكبرى عند 10−36 ثانية تقريبًا بعد الانفجار العظيم. كان أحد نواتج تلك المرحلة الانتقالية تكوّن حقل عددي يسمى بحقل التضخم. ولما استقر هذا الحقل عند أدنى حالاته من الطاقة في جميع أنحاء الكون، تولدت قوة طاردة أدت إلى التمدد السريع في نسيج الزمكان. يشرح هذا التمدد خصائص مختلفة للكون الحالي يصعب حسابها دون الأخذ في الاعتبار حقبة التضخم.
ليس معروفًا على وجه التحديد متى انتهت حقبة التضخم، ولكن يُعتقد أنها انتهت بين 10−33 إلى 10−32 ثانية بعد الانفجار العظيم. هذا التمدد السريع للكون يعني أن الجسيمات الأولية المتبقية من حقبة التوحد الكبرى توزعت عبر الكون. ومع نهاية حقبة التضخم، انطلقت الطاقة الكامنة الضخمة لحقل التضخم لتعيد توطين الكون في صورة خليط كثيف ساخن من الكواركات ومضادات الكواركات والغلوونات، أدخلت الكون في حقبة الضعف الكهربي.
وفي 17 مارس 2014 م، أعلن علماء الكون الفيزيائون الذين عملوا على مصفوفة بيسيب وكيك اكتشاف موجات ثقالية من حقبة التضخم في طيف طاقة النمط ب، ليكون أول دليل تجاربي واضح للتضخم الكوني والانفجار العظيم. ورغم ذلك، في 19 يونيو 2014 م، صدرت تقارير خفّضت من الثقة في دقة تلك النتائج.